# Marlon Humphrey
Pour les articles homonymes, voir Humphrey.
(en) Statistiques sur pro-football-reference
Marlon N. Humphrey , né le 8 juillet 1996 à Hoover en Alabama, est un sportif professionnel américain de football américain jouant au poste de cornerback dans la National Football League (NFL) pour la franchise des Ravens de Baltimore depuis la saison 2017.

## Biographie

### Carrière universitaire
Étudiant à l'université de l'Alabama, il y joue pour son équipe du Crimson Tide de 2015 à 2016 dans la NCAA Division I FBS. Dès sa première saison, il remporte le championnat national face aux Tigers de Clemson. La saison suivante, il est sélectionné dans la première équipe All-American et se déclare ensuite éligible à la draft 2017 de la NFL, renonçant à jouer ses deux années restantes au niveau universitaire.

### Carrière professionnelle

#### Draft
Humphrey est sélectionné en 16e choix global lors du premier tour de la draft 2017 par la franchise des Ravens de Baltimore.

#### Ravens de Baltimore
Le 5 mai 2017, Humphrey signe avec les Ravens, un contrat rookie de quatre ans pour un montant de 11,84 millions de dollars entièrement garanti, incluant une prime à la signature de 6,75 millions,
Lors de sa première saison, il est considéré comme remplaçant des titulaires Jimmy Smith et Brandon Carr.
En 2019, il totalise 65 plaquages, 15 passes déviées, 3 interceptions et 2 fumbles forcés ce qui lui permet d'être sélectionné pour le Pro Bow 2020 et dans la première équipe All-Pro.
Le 28 avril 2020, les Ravens exercent officiellement l'option de cinquième année du contre de Humphrey pour un montant de 10,24 millions de dollars et le 1er octobre 2020, il signe une prolongation de contrat de 5 ans pour un montant de 97,5 millions dont 66 garantis.

## Palmarès

### NFL
- Sélectionné dans la première équipe All-Pro en 2019 et  2024 ;
- Sélectionné au Pro Bowl en fin de saison 2019, 2020, 2022 et 2024 ;
- Leader 2020 de la NFL au nombre de fumbles forcés.

### NCAA
- Champion de la NCAA Division I FBS avec le Crimson Tide de l'Alabama en 2015 ;
- Sélectionné dans la première équipe All-American en 2016.